# Horsham St Faith
Horsham St Faith är en by i Norfolk i England. Byn är belägen 7,3 km 
från Norwich. Orten har 1 089 invånare (2016). Byn nämndes i Domedagsboken (Domesday Book) år 1086, och kallades då Horsham.